# حاجز حوارة

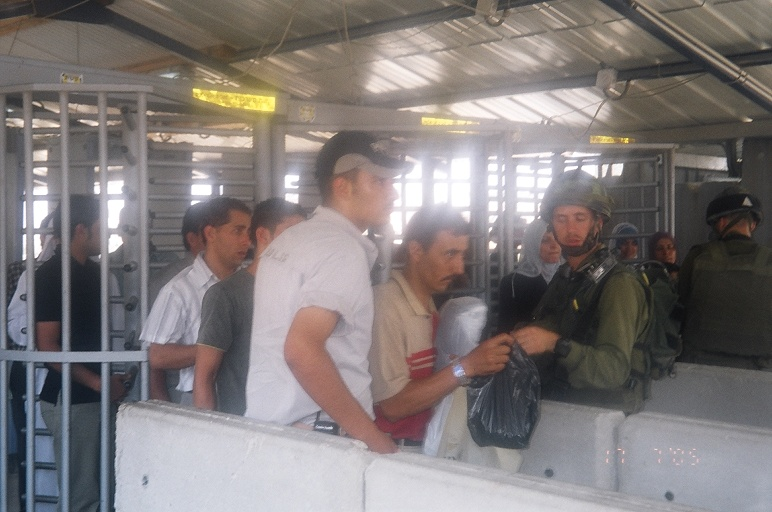
جاجز حوارة في عام 2005

حاجز حوارة هو عبارة عن نقطة تفتيش رئيسية تابعة للجيش الإسرائيلي عند أحد مخارج الأربعة من نابلس. وهي تقع في الجنوب من المدينة. وقد تأسس الحاجز في أكتوبر سنة 2000. وتم تخفيف شدة التخفيف في حوارة في عام 2009، ومنذ ذلك الحين كل المركبات والسيارات الفلسطينية تواجه في بعض الأحيان عمليات تفتيش عشوائية وغير منظمة.

## قصته
في عام 2002، كان الحاجز مفتوح من الصباح إلى المساء، حتى أصبح لاحقا مفتوح 24 ساعة في اليوم. وعلى جميع السيارات الحصول على تصاريح خاصة إلى جانب التفتيش المنظم.
وفي سنة 2008، أجريت تجديدات وتحسينات بالحاجة للتخفيف من شدة الاكتظاظ.
في يوليو 2009 تم فتح نقطة تفتيش جديدة للسماح للمشاة بالعبور من دون الخضوع للتفتيش. وفي عام 2011 كتبت الصحف الإسرائيلية في عناوينها أن الجيش الإسرائيلي قام بإزالة الحاجز. ووفقا للمنظمة الفلسطينية لحقوق الإنسان فإن الحاجز لا يزال قيد الاستخدام حتى سنة 2014.

## حوادث عنف
في 24 من مارس سنة 2004 حاول الشاب (حسام عبده) الذي يبلغ من العمر 16 سنة المرور عبر نقطة التفتيش بحزام ناسف مربوط في جسده في محاولته للقيام بهجوم انتحاري.
في مايو 2005، اعتقل طفل وهو يبلغ من العمر 15 عاما عند نقطة التفتيش مع اثنين من القنابل الأنبوبية داخل حقيبة سوداء، وعلى ما يبدو أن تلك المحاولة مدبرة من شخص في إسرائيل ليستسلم تلك القنابل.
وفي نوفمبر 2007، تم اعتقال اثنين من المراهقين الفلسطينيين بعدما ثبت بحوزتهم تلاث قنابل، وقد مر الوضع دون حصول أي حوادث تذكر،
في سبتمبر 2008، ألقت امرأة فلسطينية حامض في وجه أحد الجنود وذلك ما تسبب له بالعمى.